# 権藤知彦
権藤 知彦（ごんどう ともひこ、Tomohiko Gondo、1967年9月11日 - ）は日本の音楽家。東京都新宿区出身。通常はゴンドウトモヒコ名義を用いる。ソロ活動の他、anonymass、pupa、METAFIVE、蓮沼執太フィルのメンバーとしても活動している。

## 経歴
日本大学芸術学部卒業後、アメリカのボストン大学院へ留学し、修士課程を修了。ユーフォニアムと電子音楽を学ぶ。帰国後、高橋幸宏率いるオフィス・インテンツィオに所属。2003年には音楽ユニット「anonymass」を結成し、4枚のアルバムを発表する。
イエロー・マジック・オーケストラ（YMO）の日本でのライブおよびヨーロッパやアメリカでのツアーにサポートメンバーとして参加するほか、LOVE PSYCHEDELICO、THE BEATNIKS、CHARA、UA、くるり、Def Tech、コトリンゴ等、多数の音楽家やバンドのレコーディングやライブへの参加、CM音楽やサウンドトラックの制作も多数行っている。
2007年夏には高橋幸宏率いるポップ・エレクトロニカバンドpupaに参加。
2012年には自身のレーベル「no-nonsense records」からソロ・アルバム『euphobia』をリリース。
2014年にオフィス・インテンツィオを退社し、インディ・レーベル「愚音堂」を設立。

同年、高橋幸宏、小山田圭吾、砂原良徳、テイ・トウワ、LEO今井と共に「METAFIVE」を結成。
2015年からはNHK Eテレの番組『ムジカ・ピッコリーノ』の音楽監督として演奏曲のアレンジ・プロデュース・劇伴提供を行う他、同番組のシーズン3・4にはゴンドリー役で出演もしていた。
2022年6月より「記憶と再生による月一リリースアルバム」と題したアルバム連続リリースを継続中。

## ソロ・ディスコグラフィ

### コンピレーション参加
| 発売日        | タイトル                               | 収録曲                      | 備考             |
| ------------- | -------------------------------------- | --------------------------- | ---------------- |
| 1998年8月12日 | GTO/オリジナルサントラ                 | 走れ!走れ!走れ!             | 合唱参加         |
| 1998年8月12日 | GTO/オリジナルサントラ                 | 星の小夜曲                  | 演奏・作曲・編曲 |
| 2001年2月21日 | ソングラ トリビュート Vol.0            | サクラ / SMOOTH ACE         | 編曲             |
| 2004年4月23日 | OUR LAST DAY -CASSHERN OFFICIAL ALBUM- | 足音 ＜SCENE #72＞          | 作曲・編曲       |
| 2004年4月23日 | OUR LAST DAY -CASSHERN OFFICIAL ALBUM- | 祈り ＜SCENE #81＞          | 作曲             |
| 2004年4月23日 | OUR LAST DAY -CASSHERN OFFICIAL ALBUM- | THE LAST DAY ＜SCENE #156＞ | 作曲・編曲       |
| 2014年11月5日 | IA/03 VISION                           | 恋は渋谷系                  | 編曲             |
| 2014年11月5日 | IA/03 VISION                           | Dancing Harvest Moon        | 編曲             |

## 主な参加作品
- 高野寛 - 「Rain or Shine」（1996年）
- 柳原陽一郎 - 「だいじょうぶ」（1999年）
- 中村一義 - 「ERA」（2000年）
- スケッチ・ショウ - 「tronika」（2003年）
- 小泉今日子 - 「厚木I.C.」（2003年）
- 畠山美由紀 - 「WILD AND GENTLE」（2003年）
- ハナレグミ - 「日々のあわ」（2004年）
- 空気公団 - 「空気公団作品集」（2007年）
- LOVE PSYCHEDELICO - 「GOLDEN GRAPEFRUIT」（2007年）
- UA - 「2008」（2008年）
- くるり - 「さよならリグレット」（2008年）
- AAA - 「BEYOND〜カラダノカナタ」（2008年5月28日）編曲
- やくしまるえつこ - 「ジェニーはご機嫌ななめ」（2009年）
- JAPAN UNITED with MUSIC - 「All You Need Is Love」（2012年）
- 環ROY - 「ラッキー」（2013年）
- 河合耕平 - 「SONG CIRCUS」（2014年）
- The GINSENG - 「バーボン＝ナポリタン」（2014年）
- ワタナベイビー - 「育児研究中EP」（2014年）
- 優河 - 「Tabiji」（2015年）
- ケラ&ザ・シンセサイザーズ - 「ネズミは沈みかかった船を見捨てる」（2017年）
- ミラ パラメータ - 「リボーン」（2017年）プロデュース
- The おそ松さんズ with 松野家6兄弟 - 「大人÷6×子供×6」（2018年）
- ムジカ・ピッコリーノ - 「ベルカント号のSONGBOOK I」「ベルカント号のSONGBOOK II」（2020年8月19日）全曲編曲
- ムジカ・ピッコリーノ - 「ベルカント号のSONGBOOK III」（2021年10月6日）全曲編曲
- 奥井亜紀 ‐ 「風夢記」（2025年1月22日）プロデュース

## その他
- 東京メトロ銀座線上野広小路駅 発車メロディ（2015年）